# Det stora könsexperimentet
Det stora könsexperimentet är en bok från 2018 av psykiatern David Eberhard som gavs ut av bokförlaget Bladh by Bladh.
Boken gavs ut som talbok av Myndigheten för tillgängliga medier, med en inläsare som i sin inläsning av boken uttryckte egna åsikter om bokens innehåll. Förvanskningen av bokens innehåll gjorde att den plockades bort från talboksbiblioteket Legimus.

## Innehåll
I boken vänder sig författaren emot uppfattningen att kön skulle vara en social konstruktion. Han problematiserar även att ignorera flickors och pojkars olika biologiska egenskaper, vilka har betydelse för bland annat yrkesval. Därtill menar författaren att ”könsmaktsordningen”, ”patriarkatet” och ”strukturer” inte är självklara förklaringar till varför män i större utsträckning än kvinnor väljer vissa typer av jobb.

## Mottagande
Maria Ramnehill menade att boken var "sprängfylld av ideologi", och att Eberhards kritik mot feminismen var slarvig.
I en debattartikel publicerad i Expressen hävdade Unni Drougge bland annat att Eberhard med sin bok spred "antifeministisk gubbröra".